# BH Tennis Open International Cup 2000
Il BH Tennis Open International Cup 2000 è stato un torneo di tennis facente parte della categoria ATP Challenger Series nell'ambito dell'ATP Challenger Series 2000. Il torneo si è giocato a Belo Horizonte in Brasile dal 7 al 13 agosto 2000 su campi in cemento.

## Vincitori

### Singolare
Nenad Zimonjić ha battuto in finale  Jean-François Bachelot con il punteggio di 6–3, 6(6)–7, 7–5

### Doppio
Daniel Melo /  Alexandre Simoni hanno battuto in finale  Jamie Delgado /  Martin Lee con il punteggio di 6–4, 6–4